# Pumpuang Duangjan

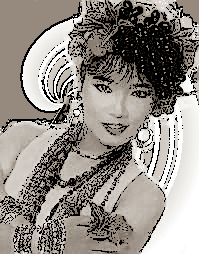
Pumpuang Duangjan, verfremdete Darstellung

Pumpuang Duangjan (Thai พุ่มพวง ดวงจันทร์, RTGS-Umschrift Pumpuang Duangjan, auch Poompuang Duangjan, * 4. August 1961 in Amphoe Song Phi Nong, Provinz Suphanburi, Thailand; † 13. Juni 1992 in der Provinz Phitsanulok) war eine thailändische Luk-Thung-Sängerin.

## Leben
Pumpuangs Geburtsname ist Rampueng Jitharn (รำพึง จิตรหาญ). Ihr Rufname ist Pueng (Biene, ผึ้ง). Pumpuang wurde im Dorf Tab Kra Dan im Landkreis Amphoe Song Phi Nong, Provinz Suphanburi geboren. Sie hatte einen Vertrag mit Topline Diamond.
1976 war sie Sängerin der Waipot-Phetsuphan-Band, die Popmusik veröffentlichte, darunter Kaew Roe Phee (แก้วรอพี่). 1986 veröffentlichte sie bei Topline Diamond unter anderem das Lied Takatan Pook Bow (ตั๊กแตนผูกโบว์).
Pumpuang Duangjan starb in Phitsanulok an einem Lupus erythematodes im Buddhachinnaraj-Krankenhaus.
Am 4. August 2018 würdigte Google sie an ihrem 57. Geburtstag mit einem Google Doodle.

## Alben (Auswahl)
- 1976 – Kaew Roe Phee (แก้วรอพี่)
- 1982 – Nad Phop Nar Amphoe (นัดพบหน้าอำเภอ)
- 1985 – Aue Hue Lor Jang (อื้อฮือหล่อจัง)
- 1986 – Hang Noi Thoi Nid (ห่างหน่อยถอยนิด)
- 1986 – Grasshopper Tie a Bow (ตั๊กแตนผูกโบว์)[7]
- 1991 – Lok Khong Pueng (โลกของผึ้ง)